# (2564) Kayala
(2564) Kayala (1977 FZ; 1959 CN; 1963 YB; 1980 WC) ist ein ungefähr sechs Kilometer großer Asteroid des inneren Hauptgürtels, der am 19. August 1977 vom russischen (damals: Sowjetunion) Astronomen Nikolai Stepanowitsch Tschernych am Krim-Observatorium (Zweigstelle Nautschnyj) auf der Halbinsel Krim (IAU-Code 095) entdeckt wurde.

## Benennung
(2564) Kayala wurde nach Kayala benannt, einem Fluss im Igorlied. Die Benennung erfolge anlässlich des 800. Jahrestages des im Lied besungenen Feldzuges.